# Польова (зупинний пункт)
Польовá (до 2023 року — Платформа 1025 км) — пасажирський зупинний пункт Дніпровської дирекції Придніпровської залізниці на електрифікованій лінії Павлоград I — Синельникове I між станціями Зайцеве (11 км) та Синельникове I (10 км). Розташований неподалік села Новоолексіївка Синельниківського району Дніпропетровської області. Поруч пролягає автошлях регіонального значення Р85.

## Пасажирське сполучення
На платформі Польова зупиняються приміські електропоїзди до станцій Запоріжжя II, Лозова, Синельникове I та Дніпро-Головний.